# Sziszapangma
Sziszapangma (chiń. 希夏邦马峰, pinyin Xīxiàbāngmǎ Fēng; tyb. ཤི་ཤ་སྦང་མ, Wylie Shi-sha-sbang-ma, ZWPY Xixabangma; ang. Shisha Pangma) – 8013 m n.p.m. (lub 8027, 8046 w różnych źródłach), ośmiotysięcznik na terytorium Tybetu w Himalajach Wysokich, ok. 120 km na północny zachód od grupy Mount Everestu. W oznaczeniu Indyjskiej Służby Topograficznej otrzymała numer XXIII, przez wiele lat znana była pod sanskrycką nazwą Gosainthan, co oznacza Miejsce Świętych. Tybetańska nazwa Shi-sha-sbang-ma oznacza Grań nad Trawiastą Równiną. Szczyt tworzy potężny masyw, pokryty wiecznymi śniegami i lodowcami. Na północnym skłonie ma źródła rzeka Arun, należąca do dorzecza Gangesu.

## Budowa masywu
Shisha Pangma oprócz najwyższego wierzchołka głównego (main summit) mającego według najnowszej mapy chińskiej 8012 m (inne źródła podają wysokości 8013 i 8027 m) posiada jeszcze dwa inne wyróżniające się i niewiele niższe wierzchołki: wierzchołek środkowy, zwornikowy (central summit lub middle summit, według różnych źródeł 7999 m, 8008 m, 8013 m) oraz wierzchołek zachodni (West Peak, west summit), 7950 lub 7966 m.
Wierzchołek główny jest odsunięty około 400 metrów na pd.-wsch. od zwornikowego wierzchołka środkowego i oddzielony od niego wyraźną przełączką oraz bardzo wąską śnieżną granią. Szczyt główny jest bezpośrednio osiągalny tylko drogami poprzez wymagającą, ponad 2-kilometrowej wysokości, ścianę południowo-zachodnią lub lodowe stoki północno-wschodnie.
Dla idących na szczyt najbardziej popularną trasą od północy trzeba najpierw dokonać wejścia na wierzchołek środkowy i dopiero dostać się na wierzchołek główny bardzo wąską śnieżną granią lub nieco ominąć wierzchołek środkowy po wschodniej stronie i trawersować przez owe lodowe, uszczelinione stoki.
Wielu wspinaczy rezygnuje ze zdobycia najwyższego punktu. Przy czym problemem tego masywu jest, to że stosunkowo wiele wejść zwykłymi drogami od północy nie miało jasno odnotowane tego, czy zakończono je na wierzchołku głównym czy tylko na środkowym. Stąd trzeba z ostrożnością podchodzić do informacji o wejściu na ten szczyt, o ile nie podano szczegółów lub że na pewno chodziło o szczyt główny.
W grani między wierzchołkami znajduje się jeszcze kilka drobnych kulminacji.

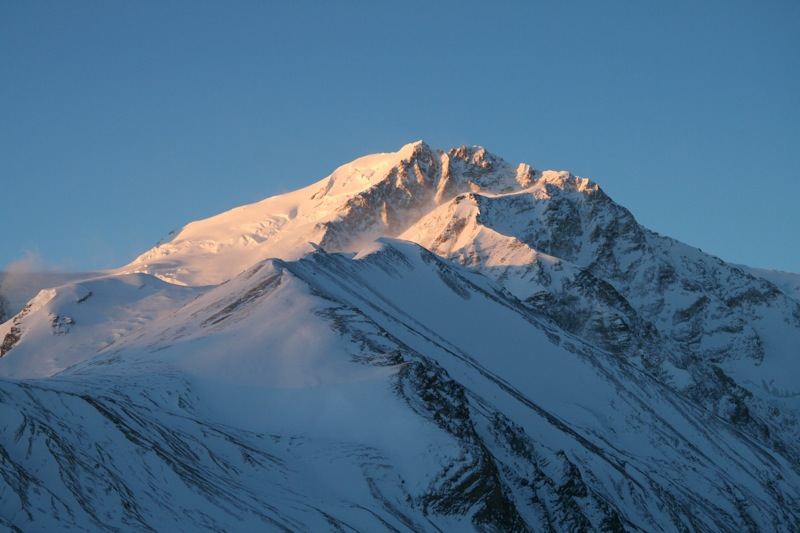
Shisha Pangma od północy, z widocznym wierzchołkiem centralnym w środku, pozornie najwyższym, oraz zachodnim po prawej. Wierzchołek główny jest cofnięty, na lewo od środkowego. Najłatwiejsze drogi i warianty od strony chińskiej wchodzą granią północną na wierzchołek środkowy (na zdjęciu w prawo skośnie w górę na granicy słońca i cienia) i dalej granią – lub trawersują poniżej tego wierzchołka polami lodowymi na lewo od grani – do schowanego w głębi wierzchołka głównego.

## Historia podboju
Po raz pierwszy wierzchołek został zmierzony jedynie z dwóch nizinnych stacji i dlatego otrzymana wysokość 8013 m nie była pewna. Późniejsze pomiary chińskie wykazały jednak minimalną tylko rozbieżność w stosunku do pomiaru angielskiego. W 1945 rekonesansu dokonali niemieccy wspinacze Peter Aufschneitner i Heinrich Harrer, opisując wspomnienia w książce „Siedem lat w Tybecie”. W 1963 wyprawa chińska dotarła na wysokość 7130 m n.p.m., a rok później, w 1964, dwustuosobowa wyprawa chińska pod kierownictwem Xu Jinga rozpoczęła uwieńczony sukcesem szturm Sziszapangmy. Główny wierzchołek zdobyła dziesięcioosobowa grupa wspinaczy.
Jest najniższym i równocześnie najpóźniej zdobytym ze wszystkich szczytów ośmiotysięcznych.

## Zdobywcy i znaczące wejścia
Pierwsze wejścia:
- 2 maja 1964 – Chen Shan, Cheng Tianliang, Wang Fuzhou, Wu Zongyue, Xu Jing, Zhang Junyan, Dorje, Mima Zhaxi, Sodnam Dorje, Yungden (Chiny), od strony północnej (uwaga na różne transkrypcje tych nazwisk[6][5])
- 1980 – wyprawa niemiecka, drogą chińską, na głównym wierzchołku 7 maja stanęli Michael Dacher, Wolfgang Schaffert, Fritz Zintl i Günter Sturm[6][5], a 12 maja Sigi Hupffauer i Manfred Sturm[6][5]

Pierwsze wejście zimą:
- 14 stycznia 2005 – Polak Piotr Morawski i Włoch Simone Moro[6][5]

Pierwsze wejście kobiety:
- 30 kwietnia 1981 – Junko Tabei z Japonii (pierwsza zdobywczyni Mount Everestu w maju 1975) z dwoma Tybetańczykami, Gyalbu Jiabu i Rhinzing Pinzo[5][7], drogą chińską od północy

Pierwsze wejście ścianowe i tzw. stylem alpejskim (bez zakładania stałych obozów):
- 1982, wyprawa brytyjska pd.-zach. ścianą, nową drogą: Roger Baxter-Jones, Alex MacIntyre i Doug Scott, szczyt osiągnęli 28 maja[5]

Pierwszy zjazd narciarski spod szczytu
- 10 maja 1985 – Oswald Gassler[1][7], zjazd prawdopodobnie fragmentami, po osiągnięciu szczytu w licznej wyprawie austriackiej

## Polskie wejścia
- 18 września 1987 – Wanda Rutkiewicz, Ryszard Warecki (granią północną przez środkowy wierzchołek, z trójką innych wspinaczy), oraz, nieco później tego samego dnia, Artur Hajzer, Jerzy Kukuczka (nową drogą granią zachodnią, z pierwszym wejściem na wierzchołek zachodni a dalej przez wierzchołek środkowy[1][2][6][5][8]). Wszyscy wymienieni osiągnęli główny wierzchołek, schodzono na stronę północną najłatwiejszą drogą. Dodatkowo Kukuczka zjechał z okolic środkowego wierzchołka dłuższy odcinek na nartach (przyniesionych przez Wareckiego)[7][9][10]
- 3 października 1990 – Wojciech Kurtyka oraz Szwajcarzy Erhard Loretan i Jean Troillet (wszyscy wierzchołek środkowy), nową drogą na południowo-zachodniej ścianie[5][7][8], lewym kuluarem ściany; zejście drogą wejścia
- 6 października 1993 – Piotr Pustelnik (wierzchołek główny), pd.-zach. ścianą, drogą Słoweńców z 1989 r., środkową grzędą, w towarzystwie Włocha Marco Bianchi[6][5]; zejście prawym skrajem ściany drogą słoweńska z 1987 r.[8]
- 7 października 1993 – Krzysztof Wielicki (wierzchołek główny), pd.-zach. ścianą, samotnie nową drogą tzw. dalszym prawym kuluarem lub Kuluarem Wielickiego[6][5][7], zejście prawym skrajem ściany drogą słoweńska z 1987 r.[8]
- 2 maja 1994 – Ewa Panejko-Pankiewicz (wierzchołek środkowy)
- 11 października 1996 – Jacek Berbeka (wierzchołek główny)[11][12], od strony północnej, drogą normalną i powrót tą samą drogą
- 21 i 22 kwietnia 1999 – Krzysztof Tarasewicz, Jerzy Kawiak, Marcin Miotk, Robert Wieczkowski, Jan Szulc, Piotr Henschke (wierzchołek środkowy)
- 6 października 2000 – Anna Czerwińska (wierzchołek środkowy)
- 1 października 2001 – Ryszard Pawłowski (wierzchołek środkowy)
- 10 października 2001 – Robert Porzycki (wierzchołek środkowy)
- 14 stycznia 2005 – Piotr Morawski z Włochem Simone Moro – (wierzchołek główny), pierwsze wejście zimowe na szczyt[6][5], wejście i zejście prawym skrajem pd.-zach. ściany, drogą słoweńska z 1987 r.[8]
- 4 października 2005 – Bogusław Magrel i Adam Sikora (wierzchołek środkowy)
- 2006 - Piotr Snopczyński (wierzchołek północny)
- 2 października 2013 – Andrzej Bargiel (wierzchołek środkowy), wszedł z pomocą nart ski-turowych na ten wierzchołek i zjechał bezpośrednio spod niego[13]
- 9 października 2024 - Dorota Rasińska-Samoćko ukończyła Koronę Himalajów i Karakorum jako pierwsza i jedyna Polka, pierwsza Europejka z Europy Środkowo-wschodniej i Południowej, piąta kobieta na świecie, w czasie 3 lat, wchodząc w sumie 16 razy na 8-tysięczniki (dwa razy Makalu i dwa razy Manaslu)[14]

Na Sziszapangmę zanotowano do 2000 roku 167 wejść, podczas zdobywania szczytu zginęło w sumie 21 osób.